# خریا
خریا (به اسپانیایی: Geria) یک شهرستان در اسپانیا است که در استان وایادولید واقع شده‌است.